# Barrio San Mateo
Barrio San Mateo är en ort i Mexiko, tillhörande kommunen Axapusco i delstaten Mexiko, i den centrala delen av landet. Orten hade 204 invånare vid folkräkningen 2010.